# Collanges
Collanges település Franciaországban, Puy-de-Dôme megyében. Lakosainak száma 156 fő (2022. január 1.). Collanges Boudes, Chalus, Madriat, Saint-Germain-Lembron, Saint-Gervazy és Vichel községekkel határos.

## Népesség
A település népességének változása:
| Lakosok száma | 141  | 152  | 158  | 158  | 158  | 158  | 157  | 157  | 156  |
|               | 2013 | 2015 | 2016 | 2017 | 2018 | 2019 | 2020 | 2021 | 2022 |